# Bombaim sob domínio português

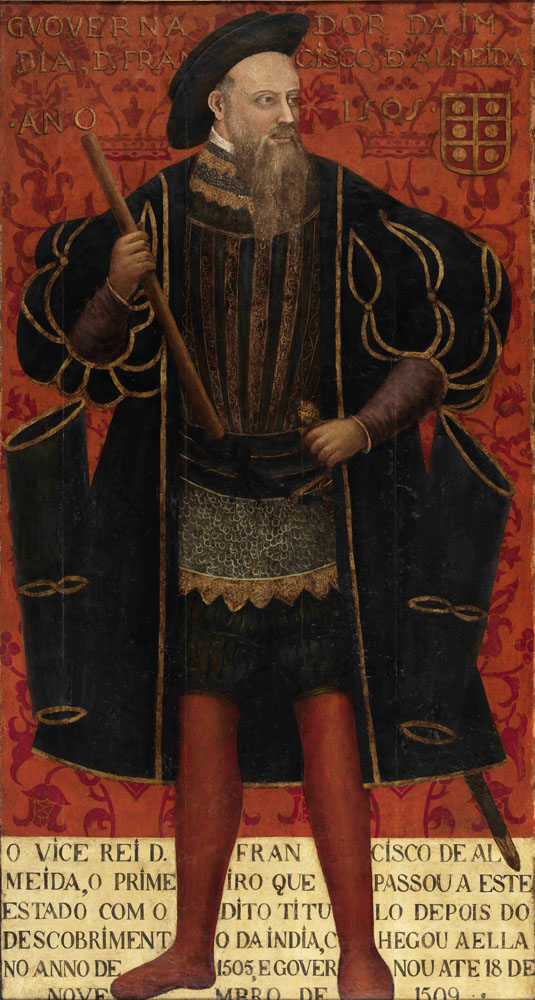
Francisco de Almeida foi o primeiro militar português a navegar pelo porto de Bombaim em 1508

O domínio português sobre a região atualmente ocupada por Bombaim, a capital financeira da Índia e uma das cidades mais populosas do mundo, teve início em 1535 e terminou formalmente em 1665, embora algumas partes só tenham deixado de ser administradas por portugueses em 1737. Quando os portugueses chegaram à região, situada na costa do mar da Arábia, o local onde hoje se encontra a cidade era constituído por um arquipélago de sete ilhas. Entre os séculos III a.C. e XIV d.C., essas ilhas estiveram sob o controlo de sucessivas dinastias hindus; foram anexadas em 1348 pelo soberano muçulmano de Guzarate, que já controlava há algumas décadas Baçaim e o que é hoje Tana. Mais tarde, entre 1391 e 1534, as ilhas fizeram parte do Sultanato de Guzarate.
Devido à crescente ameaça colocada pelo poderio do imperador mogol Humaium (r. 1530–1556), o sultão Badur Xá de Guzarate (r. 1526–1537)  viu-se obrigado a assinar o Tratado de Baçaim com os portugueses em 23 de dezembro de 1534. Nos termos deste tratado, as sete ilhas de Bombaim, a cidade vizinha estratégica de Baçaim (Vasai) e as suas dependências eram oferecidas a Portugal, o que aconteceu em 25 de outubro de 1535. O arquipélago teve vários nomes em português, até que finalmente se estabilizou a forma Bombaim. Durante o período português, as ilhas foram arrendadas a vários oficiais portugueses.
Os portugueses promoveram ativamente o estabelecimento e crescimento de várias ordens religiosas católicas em Bombaim. Os franciscanos e jesuítas construíram várias igrejas, entre as quais se destacam a de São Miguel em Maim, Igreja de São João Batista em Anderi, de Santo André em Bandorá e de Nossa Senhora da Glória em Bicula. Foram também construídas diversas fortificações militares em volta da cidade, como o Castelo de Bombaim, o Forte de Bandra (atualmente também conhecido como Castella de Aguada) e o Forte de Versová (ou de Madh).
A partir do início do século XVII registaram-se vários confrontos com os britânicos pela hegemonia sobre Bombaim, devido à importância estratégica do porto natural e pelas defesas naturais contra ataques por terra. Em meados daquele século, o poder crescente do Império Holandês forçou o Reino Unido a encontrar um entreposto na Índia Ocidental. Em 11 de maio de 1661, o contrato de casamento de Carlos II de Inglaterra (r. 1660–1685) com Catarina de Bragança (r. 1662–1685), filha do rei João IV de Portugal (r. 1640–1656), entregava a posse de Bombaim ao Reino Unido como parte do dote de Catarina. A entrega do arquipélago aos ingleses teve várias peripécias e só foi parcialmente efetivada em 1665. Apesar de em 1667 os ingleses já se tivessem apossado da maior parte das ilhas, algumas aldeias permaneceram durante vários anos sob domínio português. A última possessão portuguesa na região, a ilha de Salsete, só foi perdida em abril de 1737, quando foi conquistada pelos maratas.

## Chegada dos portugueses

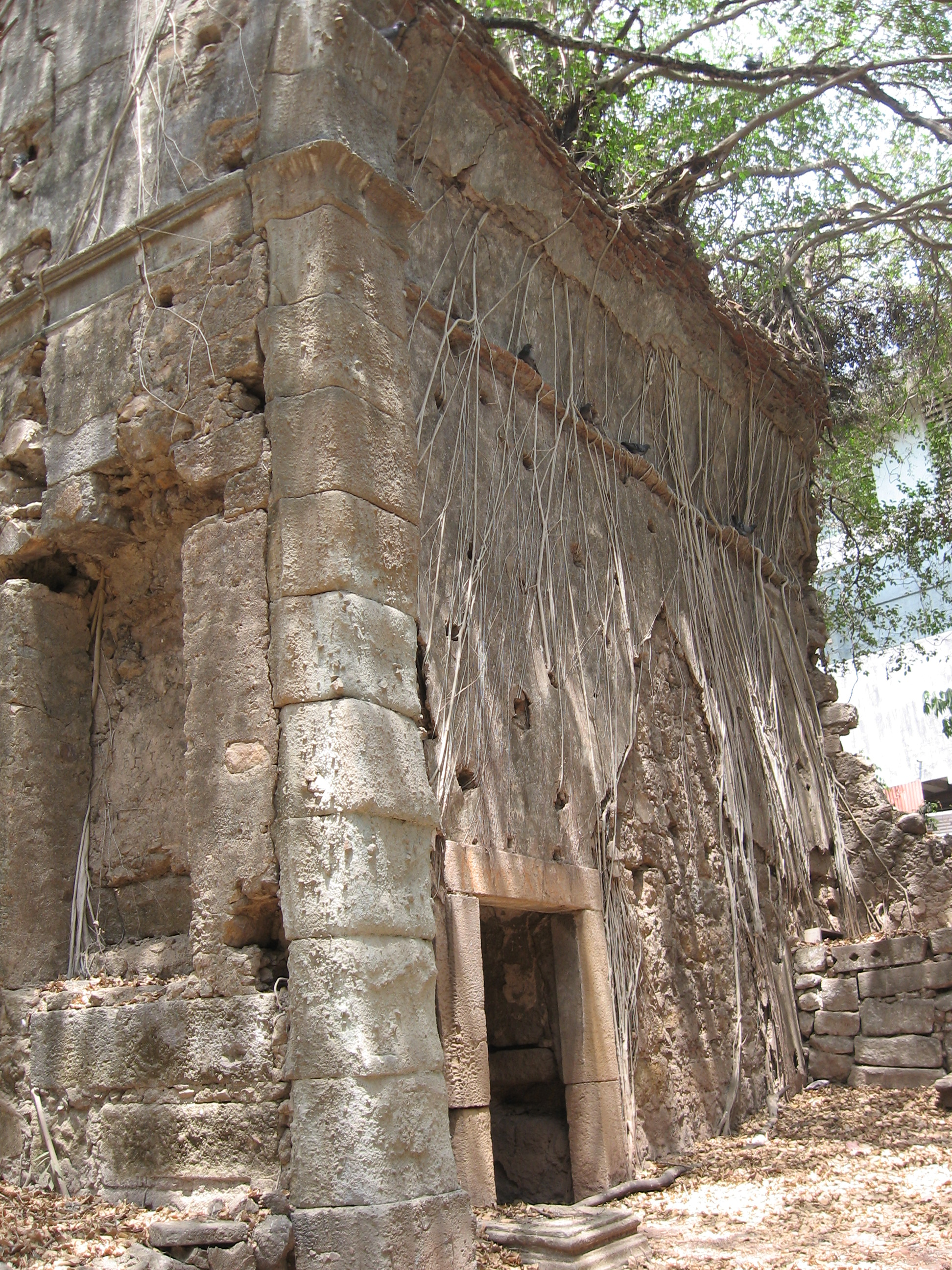
Ruínas da Igreja de São João Batista em Anderi, construída pelos jesuítas portugueses em 1579

O arquipélago das sete ilhas esteve na posse de sucessivas dinastias hindus entre os séculos III a.C. e XIV d.C.: Máurias (até 185 a.C.), Satavanas (185 a.C. – 250 d.C.), Abiras e Vakatakas (250 – início do século V), Calachuris (século V),  Concanis Máurias (século VI – início do século VII), Chaluquias (século VII tardio), Rastracutas (meados do século VIII), Silharas (810–1260), Iadavas (século XII tardio – 1348), governantes muçulmanos de Guzarate (1348–1391) e finalmente o Sultanato de Guzarate.
Quando os portugueses chegaram à região, ela era governada pelo sultão Badur Xá de Guzarate (r. 1526–1537)  e era composta por sete ilhas: Bombaim, Colaba, Colaba Pequena (ou ilha da Velha; em inglês: Old Woman's Island), Maim, Mazagão, Parela e Varel. O grupo de ilhas de Salsete situava-se a leste de Bombaim, da qual estava separada pela baía de Maim. As localidades estratégicas vizinhas de Bombaim eram Baçaim a norte, Tana a leste e Chaul a sul.
Os portugueses alcançaram a costa indiana pela primeira vez quando Vasco da Gama desembarcou em 1498 em Calicute, 1 100 km a sul de Bombaim. Após vários anos da sua chegada, os portugueses empenharam-se em consolidar o seu poder no Concão Norte,  começando por estabelecer um reduto em Goa, que conquistaram ao sultão de Bijapur em 1510. O navio do vice-rei e explorador Francisco de Almeida entrou no porto natural profundo de Bombaim em dezembro de 1508, durante a sua expedição a Diu.

### Expedição de Francisco de Almeida a Diu (1508)

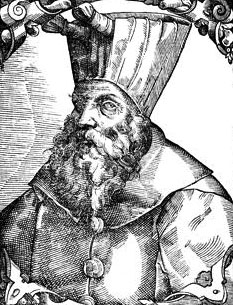
Sultão mameluco al-Ghawri

A expedição de Francisco de Almeida de 1508 tinha como objetivo principal combater a frota enviada pelo sultão mameluco al-Ghawri, comandada por Mir Hoçaine (ou Amir Huceine), com ordens para expulsar os portugueses da Índia. A frota de Francisco de Almeida, composta por 19 navios que transportavam 1 600 soldados, entre os quais 400 oriundos do Malabar, partiu de Cananor, passou pela ilha de Angediva, no sul de Goa e chegou a Dabul (cerca de 250 km a sul de Bombaim), então uma cidade muito próspera, a 30 de dezembro. Os portugueses arrasaram e saquearam Dabul, tendo-a abandonado em 5 de janeiro de 1509, dirigindo-se em seguida para Bombaim, onde chegaram a 21 de janeiro e onde faziam tenções de abastecer-se.
Ao chegarem, capturaram um navio guzarate tripulado por 28 "mouros" (muçulmanos) na ribeira de Bandorá. Como a carga desse navio não era suficiente para o abastecimento da sua frota, os portugueses enviaram alguns dos tripulantes do navio capturado para pedirem provisões ao governador da ilha de Bombaim, em troca de dinheiro. O vice-rei mandou alguns dos seus homens atrás dos emissários, com instruções para não causarem danos desnecessários na ilha. Estes homens desembarcaram perto do forte de Maim, sem serem molestados e apossaram-se de 24 carneiros, que levaram para a margem da ribeira de Maim. Entretanto o governador local tinha-se posto em fuga para o interior, possivelmente para a ilha de Bombaim, juntamente com a maior parte dos habitantes de Maim, mas enviou 12 sacos de arroz e 12 cabras ao vice-rei, pedindo desculpa por não enviar mais nada, alegando que pragas de gafanhotos tinham destruído tudo na ilha.

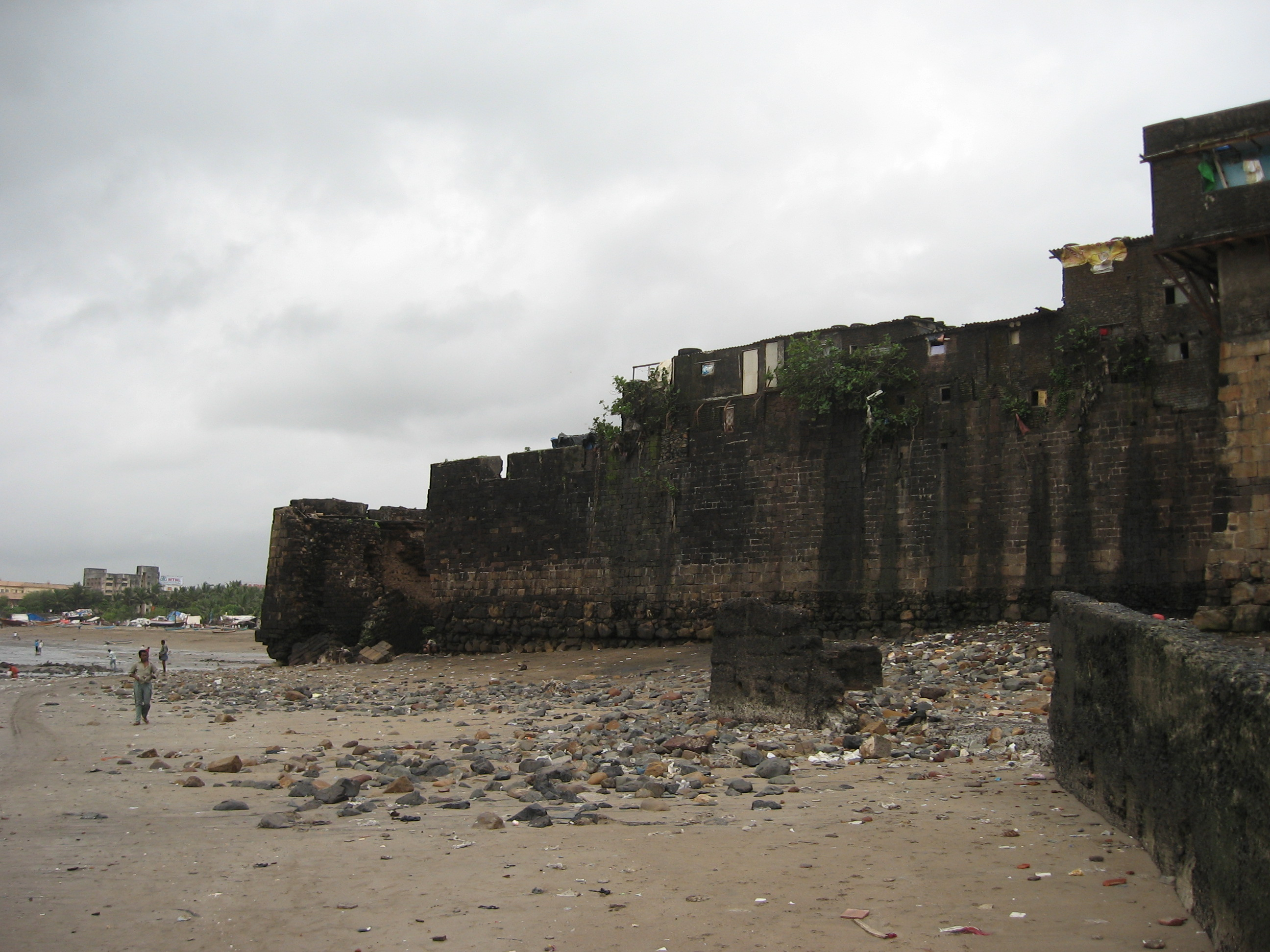
O Forte de Maim já existia antes dos portugueses tomarem posse do arquipélago

O historiador português Gaspar Correia (ca.  1495–1561) apresenta uma versão diferente dessa parte da expedição. Segundo ele, Francisco de Almeida zarpou de Dabul, passou por Chaul (60 km a sul de Bombaim), onde não entrou para não perder tempo, e ancorou em Bombaim, onde os locais fugiram aterrorizados. Os portugueses apossaram-se de muitas vacas e capturaram alguns "negros", tendo feito cativos "os bons" e matado os restantes. Tendo reparado num "negro" amigável, o vice-rei mandou libertá-lo na condição dele se comprometer sob juramento, segundo a lei dele, a levar uma carta até Din (Diu) e entregá-la a Maleque Aiaz (Malik Ayaz). O nativo aceitou e de facto a carta foi entregue a Maleque Aiaz 20 dias antes da frota chegar a Diu.
A expedição zarpou seguidamente para Diu, onde chegou em 2 de fevereiro de 1509. Maleque Aiaz e Amir Huceine tinham-se preparado para resistir ao previsível ataque dos portugueses, que eram esperados por uma frota de 200 navios. Os combates começaram no início da manhã e terminaram com uma vitória retumbante dos portugueses, que pilharam os navios muçulmanos. Amir Huceine foi gravemente ferido e os estandartes do sultão foram enviados para Portugal como troféus. Este êxito reforçou a intenção dos portugueses de construírem uma fortaleza em Diu e indiretamente esteve na origem do envio de duas embaixadas, em 1513 e 1514, ao sultão Badur Xá para negociar a concessão de um local para a sua construção. Essas embaixadas tiveram pouco sucesso devido às manobras de Maleque Aiaz, mas durante a segunda, da qual fez parte Diogo Fernandes, Diogo Teixeira e Ganapotam (Ganpatrão), este último um intérprete hindu, encontraram-se com o sultão em Madoval (Amedabade) e este ofereceu a ilha de Maim como local alternativo. A oferta foi, contudo, recusada pelos emissários portugueses, que alegaram que o vice-rei só os tinha autorizado a aceitar Diu.

### Outras incursões portuguesas no arquipélago

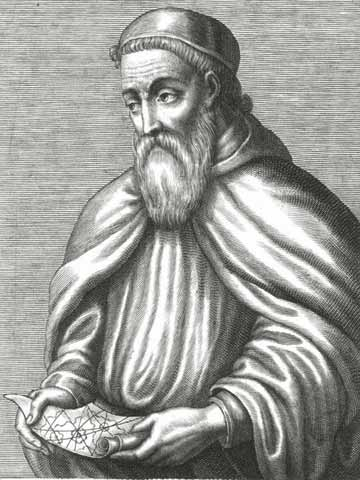
Lopo Soares de Albergaria, governador da Índia Portuguesa quando ocorreu o ataque a Bombaim comandado por João de Monroio

Em 1517, durante o mandato de Lopo Soares de Albergaria como governador da Índia Portuguesa, João de Monroio entrou na ribeira de Bandorá com sete pinaças, onde encontrou um navio proveniente do mar Vermelho carregado com mercadorias, que atacou. Ao tentarem escapar aos portugueses subindo o rio, o navio encalhou e a tripulação pôs-se em fuga, tendo alguns dos seus membros sido capturados pelos portugueses e levados para Chaul. A captura deste navio irritou fortemente o comandante de Maim, o Xeque-ji, não só porque o navio foi atacado em frente a si, mas também porque a sua fortaleza tinha sido bombardeada. Quando a frota portuguesa se retirou, ele enviou três pinaças para persegui-la e impedi-la de chegar a Chaul. No entanto, os portugueses repeliram o ataque e as pinaças do xeque puseram-se em fuga.
Entre 1522 e 1524, durante o mandato de Duarte de Meneses como governador, foi frequente haver navios portugueses a rondar em volta de Bombaim à procura de navios muçulmanos e houve uma vez que Maleque Aiaz e a sua frota se viram obrigados a procurar abrigo no porto de Bombaim. Em 1526, os portugueses estabeleceram uma feitoria em Baçaim.
Em 1528–1529, o governador Lopo Vaz de Sampaio, comandando uma frota de 40 navios, 1 000 soldados portugueses e mais uns quantos locais, atacou a frota guzarate perto de Bombaim. Esta era composta por 68 pinaças e era comandada por Camalmaluco ((Kamal Malik), governador e capitão de Diu, e por Ali Xá. Lopo Vaz de Sampaio começou por lançar âncora ao largo de uma pequena ilha, onde estavam as pinaças de Ali Xá, que pouco depois retirou, à força de remos, para a foz do rio Tana, onde ancorou. Durante a noite, o governador português enviou Vicente Correia para espiar o inimigo. Este viu todos os navios inimigos a postos no local de desembarque, à exceção de dois, que ficaram a vigiar a embocadura do rio. A coberto da noite, Ali Xá navegou para o rio Nagotana com 20 galeões bem equipados, com galerias na popa decoradas com aquilo que o cronista português descreve como figuras (ou seja, versos do Alcorão). Lopo Vaz ordenou então que Heitor da Silveira fosse ao encontro de Ali Xá e o atacasse, o que este fez com êxito, tendo apresado 27 fustas. De seguida, perseguiu Ali Xá até uma fortaleza vizinha, cujos arredores saqueou, além de se apossar de muita artilharia inimiga. Para evitar mais problemas, o tanedar de Tana tornou-se vassalo dos portugueses, prometendo pagar um tributo anual de 2 000 pardaos.

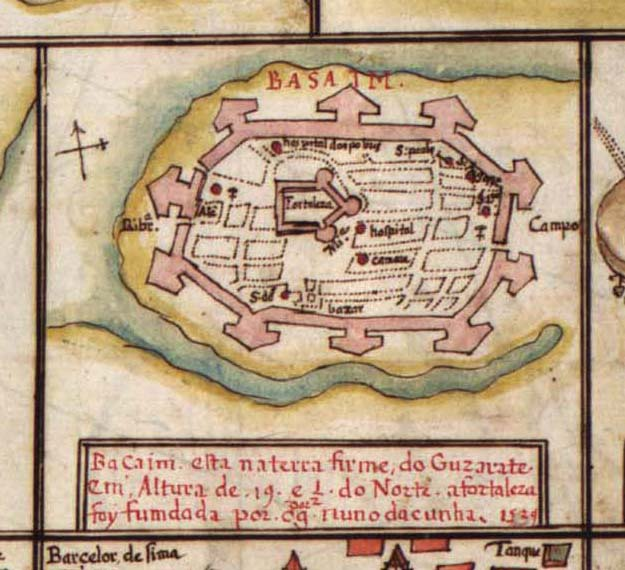
Mapa de Baçaim (c. 1539), da autoria de Nuno da Cunha, Vice-rei de Goa entre 1528 e 1538)

Em terra, as tropas portuguesas cercaram o forte de Maim, pertencente ao rei de Cambaia (sultão de Guzarate), que estava em guerra com Nizamuluco (Nizam-ul-mulk), senhor de Chaul, a quem os portugueses entregaram o forte após a capitulação dos guzarates. Depois de derrotar Ali Xá, Heitor da Silveira voltou ao porto de Bombaim, onde foi recebido com grandes ovações. Quando o governador voltou para Goa em 20 de março de 1529, Heitor da Silveira ficou para trás com 20 bergantins, 2 galeotas e 300 homens, para acossar a costa até Cambaia. Durante os três meses seguintes, até à chegada da monção, Heitor da Silveira e os seus homens fizeram várias incursões a Bombaim e às ilhas vizinhas, alcunhando Bombaim "ilha da boa vida", devido à abundância de comida e aos prazeres que ali desfrutaram.
Bombaim ganhou proeminência quando o portugueses tentaram conquistar Diu em 1530–1531. O comandante do forte local, que tinha sido destituído da sua posição pelo sultão Badur Xá, entrou em contacto com o governador de Goa Nuno da Cunha propondo-lhe um ataque conjunto à cidadela. O governador português aceitou a proposta, disponibilizando uma frota comandada por Gaspar Pais e dando um passe ao comandante guzarate. A frota reunida foi a maior até então vista na Índia, sendo composta por 400 navios, a maior parte deles de pequena dimensão e tripulados por nativos, embora também houvesse muitos navios de grande porte. A grande frota entrou triunfalmente no porto de Bombaim e foi realizada uma grande parada com todas as forças militares (soldados, marinheiros e cativos que também combatiam ou prestavam assistência às tropas), na planície atualmente conhecida como Esplanade. A formação de batalha era composta por 3 600 soldados e 1 460 marinheiros portugueses, 2 000 homens do Malabar e de Canara (Kerala), 8 000 escravos, 5 000 marinheiros nativos e 3 000 mosqueteiros. No total, incluindo as mulheres e as crianças, a frota transportou mais de 30 000 pessoas.
Após a parada militar, a frota zarpou para Damão, que foi rapidamente tomada, e seguidamente dirigiu-se para a ilha de Bete (Shiyal Bet), que se rendeu após duros combates em 7 de fevereiro de 1531. Diu foi também bombardeada, a partir de 16 de fevereiro, mas sem grande êxito — as fortificações não sofreram danos apreciáveis e os defensores conseguiram resistir ao cerco. Nuno da Cunha retirou para Goa em 1 de março, deixando para trás António Saldanha com 60 navios com a missão de dar combate aos inimigos no golfo de Cambaia. Nos meses de março e abril de 1531, Saldanha atacou e incendiou Mohuva, Ghogha, Tarapur, Maim, Agaxi e Surate. No mesmo período, Diogo da Silveira saqueou Tana, cujo governante (tanedar) tinha entretanto tentado libertar-se da obrigação de pagar tributo aos portugueses. Devido a estes êxitos militares e da subsequente conquista de Vasai (Baçaim), em janeiro de 1533, as ilhas de Bombaim, Maim e Bandorá passaram a ser tributárias dos portugueses.

## Entrega das ilhas aos portugueses

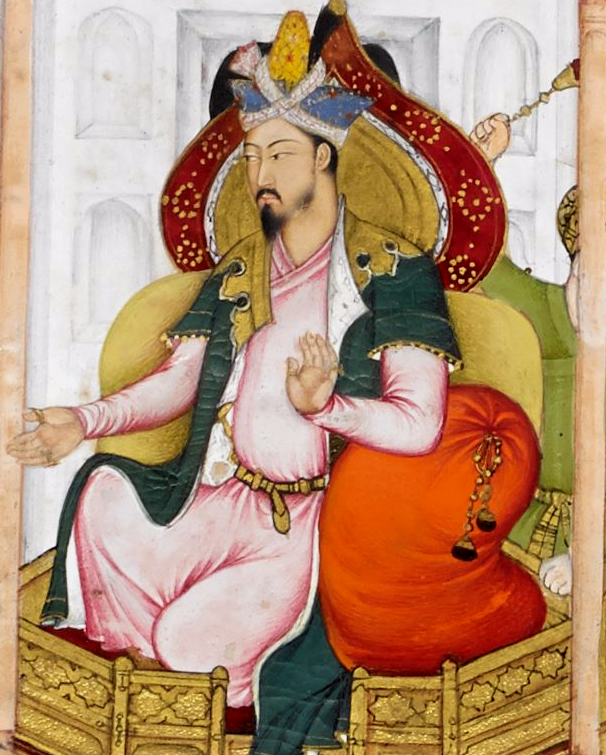
O imperador mogol Humaium ameaçava o poder do Sultanato de Guzarate, conhecido como Reino de Cambaia pelos portugueses

Em meados do século XVI, o Império Mogol tornou-se a potência dominante no subcontinente indiano. O Império Mogol foi fundado quando Babur (r. 1526–1530), originário de Fergana (atualmente no Uzbequistão), invadiu parte da Índia do Norte e derrotou Ibraim Lodi (r. 1517–1526), o sultão de Deli, na Primeira batalha de Panipate, em 1526. Após a morte de Babur, em 26 de dezembro de 1530, o seu filho Humaium (r. 1530–1540) subiu ao trono em Agra três dias depois.
A apreensão de Badur Xá em relação ao poder de Humaium foi crescendo, pelo que em 1534 enviou o seu principal oficial Xacoes (Xá Khawjeh) para propor a Nuno da Cunha a oferta do controlo das Sete Ilhas de Bombaim, Baçaim, as suas dependências e as receitas obtidas em terra e no mar como contrapartida de um tratado de paz. A proposta foi aceite e o Tratado de Baçaim foi assinado a bordo do galeão português São Mateus em 23 de dezembro de 1534. Nos termos do tratado, os navios de Badur Xá com destino ao mar Vermelho deveriam passar primeiro por Baçaim, onde lhes seriam dados salvo-condutos, e no regresso voltariam a passar por Baçaim para pagarem taxas, sob pena de serem multados ou apresados. A entrega de Baçaim e Bombaim foi posteriormente confirmada por outro tratado de paz e comércio, assinado em 25 de outubro de 1535, nos termos do qual Badur Xá abdicava completa e permanentemente da posse das ilhas e de Baçaim, além de autorizar a construção de uma fortaleza em Diu.
A guerra entre Humaium e Badur Xá prosseguiu, com sucessivas derrotas deste último. Os portugueses concordaram em enviar-lhe uma força de 500 homens para o apoiar, mas no início de 1537 Humaium suspendeu subitamente os combates, antes daquela força ter entrado em ação. Badur Xá tinha-se preparado para a eventualidade duma derrota preparando uma fuga com os seus haveres. Para tal, enviou um emissário de nome Asafe Cã (Asaf Khan) a Meca, acompanhado pelo seu harém e tesouro, além de ricos presentes para o sultão otomano Solimão I (r. 1520–1566), que desde 1517 controlava o Egito.

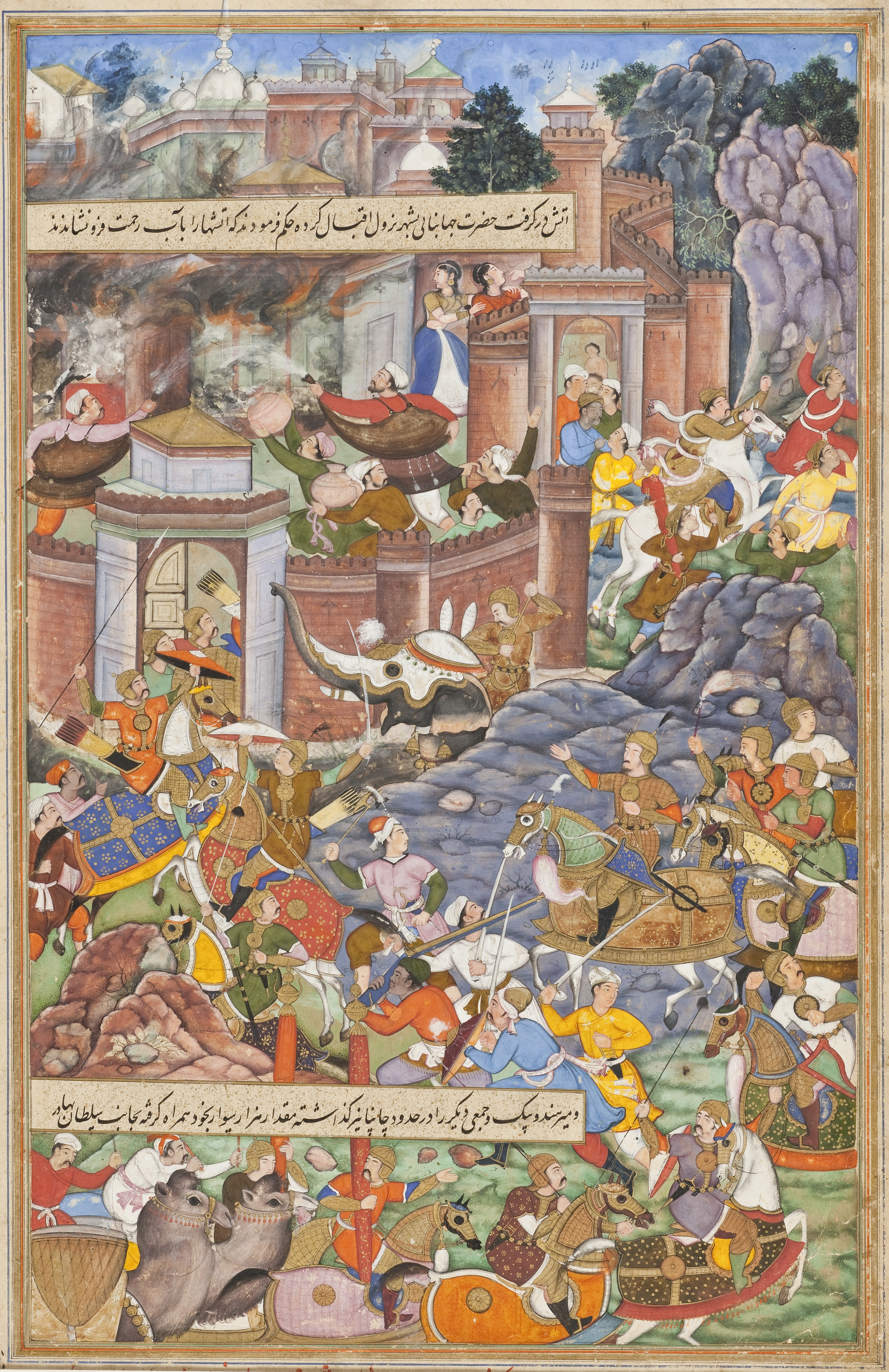
Gravura da fuga do sultão de Guzarate Badur Xá, aquando da campanha de Humaium em Guzarate em 1535

Após longas discussões para preparar uma conferência entre Nuno da Cunha e Badur Xá, este finalmente acedeu em encontrar-se com o governador português em 13 de fevereiro de 1537 a bordo de um navio português ancorado ao largo da costa de Guzarate, após ter insistido sem sucesso que o governador português se encontrasse com ele em terra. Durante o encontro, estalou uma briga e Badur Xá acabou morto ao tentar fugir a nado. Desconhecem-se as circunstâncias que causaram o afogamento do sultão guzarate, apesar de segundo os historiadores portugueses, a briga se tenha devido ao facto de Badur Xá ter tentado matar Nuno da Cunha. Quando o emissário de Badur Xá se encontrou com o sultão otomano em Adrianópolis, este deu ordens para que fosse equipada uma poderosa frota para "vingar a morte de um rei muçulmano" (Badur Xá). Para esta missão foi nomeado Hadim Solimão Paxá, o governador otomano do Cairo, que cercou Diu em setembro de 1538, mas o confronto terminou com a vitória dos portugueses.
Além dos confrontos com o Sultanato de Guzarate e os otomanos, entre 1535 e 1545, os portugueses estiveram constantemente em guerra com Adil Cã e o samorim de Calicute, a que se somaram turbulências em Malaca. As guerras provocaram problemas financeiros, que por sua vez levaram a que os oficiais mais competentes deixassem de ser devidamente remunerados. Esta situação foi muito provavelmente uma das causas para que a coroa começasse a conceder terras como recompensa por serviços meritórios, criando-se uma espécie de sistema feudal de propriedade,  o aforamento, que vigorou durante todo o período em que Bombaim esteve sob o domínio português. De notar que esse sistema não era muito diferente do que tinha sido implementado pelos sultões de Guzarate em Baçaim, Salsete, Bombaim e outras terras vizinhas.
Aparentemente, a partir de 1534 Bombaim foi dependente de Baçaim em termos administrativos e judiciais e todos os territórios portugueses no Concão Norte estavam divididos numa espécie de senhorios ou feudos. As terras eram concedidas como recompensa de serviços contra uma renda periódica de 4 a 10% do seu valor. Os períodos de arrendamento eram geralmente anuais ou trianuais, podendo ser renovados; em alguns casos o prazo de arrendamento podia ser uma, duas ou três gerações. Havia também concessões de terras que eram perpétuas, quando correspondiam a recompensa de serviços mais distintos ou quando se tratava de ordens religiosas. Como contrapartida, o rei de Portugal exigia a prestação de serviço militar por parte dos arrendatários, que podia ser substituído pelo pagamento de uma taxa determinada pelas autoridades e pelo corregedor do tesouro. Os aforamentos pressupunham, além disso, a obrigação do aforado de cultivar e melhorar as terras. Além de aforamentos, havia também propriedades de menor dimensão que eram arrendadas por uma renda fixa anual em dinheiro ou em espécie.

## Desenvolvimento das ilhas
Os portugueses chamaram às ilhas vários nomes, que escreveram com diversas grafias, como Mombai, Mombay, Mombayn, Mombaym e Bombai, até que se estabilizou o uso de Bombaim, que persiste até aos nosso dias. Supõe-se que o nome adotado pelos britânicos — Bombay — seja a anglicização do nome em português.

### Organização territorial e população
Na distribuição de terrenos que ocorreu depois de 1534, a ilha de Bombaim foi aforada ao Mestre Diogo Rodrigues por uma renda anual de 1 432 meios pardaos, pagos à tesouraria real em Baçaim. Maim foi igualmente arrendada por 36 057 foedeas, a alfândega de Maim por 39 975 foedeas e Mazagão por 8 500 foedeas. Durante o vice-reinado de João de Castro, entre 1545 e 1548, as aldeias de Parela, Vadala, Sion e Vorli foram concedidas a Manuel Serrão mediante o pagamento anual de 412 pardaos. Salsete foi arrendado por três anos a João Rodrigues Dantas, Cosme Correia e Manuel Correia. Trombaim e Chembur foram arrendados a Roque Tello de Menezes e a ilha de Pory (Elefanta) a João Pires em 1548 por 105 pardaos. As receitas da alfândega de Valkechvar foram concedidas a outro oficial português por 60 foedeas e Mazagão a António Pessoa.

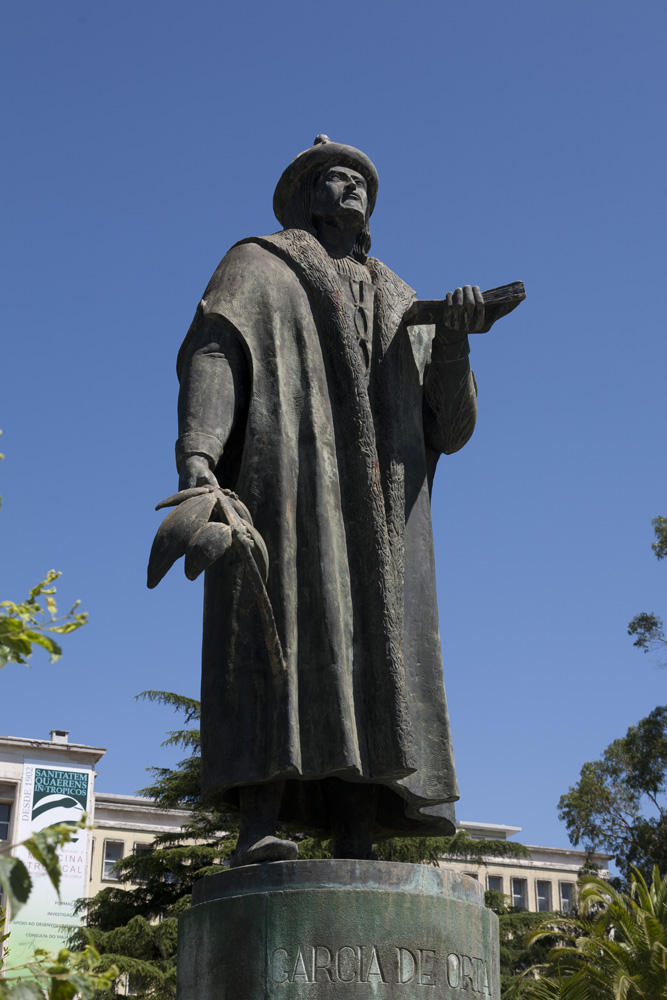
Garcia de Orta teve a posse das sete ilhas desde até (provavelmente) à sua morte em 1570

Não se sabe ao certo durante quanto tempo o Mestre Diogo usufruiu dos direitos senhoriais de Bombaim, mas por evidências colaterais conclui-se que cerca do ano 1554, durante o vice-reinado de Pedro Mascarenhas, as sete ilhas foram concedidas ao célebre botânico e médico Garcia de Orta por um valor anual equivalente a 85 libras esterlinas. Garcia de Orta tinha saído de Portugal provavelmente devido ao clima de intolerância religiosa vivido na sequência da instauração da Inquisição em 1536, que perseguia todos os não católicos e cristãos-novos, principalmente os judeus sefarditas, como era o caso de Garcia de Orta. Na sua obra “Colóquio dos simples e drogas e coisas medicinais da Índia”, Garcia de Orta fala na primeira pessoa de Bombaim, a que ele chama «Mombaim, terra e ilha de que El Rei nosso senhor me fes merce, aforada em fatiota». O médico português é mencionado em vários registos das ilhas e das pessoas que viviam na ilha nesse seu tempo. Aparentemente, Bombaim permaneceu na sua posse até à sua morte em 1570, em Goa, após o que foi concedida sucessivamente nos mesmos termos a diversas pessoas, a última das quais Inês de Miranda, viúva de Rodrigo de Moncanto.
Garcia de Orta foi o responsável pela construção de uma quinta ou solar no local onde depois os britânicos erigiram o Forte de Bombaim (também chamado castelo [castle] e Casa de Orta). O edifício foi descrito alguns anos depois pelo médico e viajante britânico John Fryer como sendo bonito mas deficientemente fortificado. Simão Botelho escreveu que se situava num jardim com campos de recreio, na cacabe (kasba) de Bombaim, o principal sítio da ilha, perto de um pequeno forte. O edifício é referido por David Davies, comandante do Discovery, no seu diário de bordo, quando relata um ataque conjunto de ingleses e holandeses a Bombaim realizado em outubro de 1626.
Depois da morte de  António Pessoa em 1571, Mazagão foi concedido perpetuamente à família Sousa e Lima. Os portugueses erigiram também várias fortificações em volta da cidade. Em Salsete, uma das construções mais importantes é o Forte de Versová.

### Composição étnica

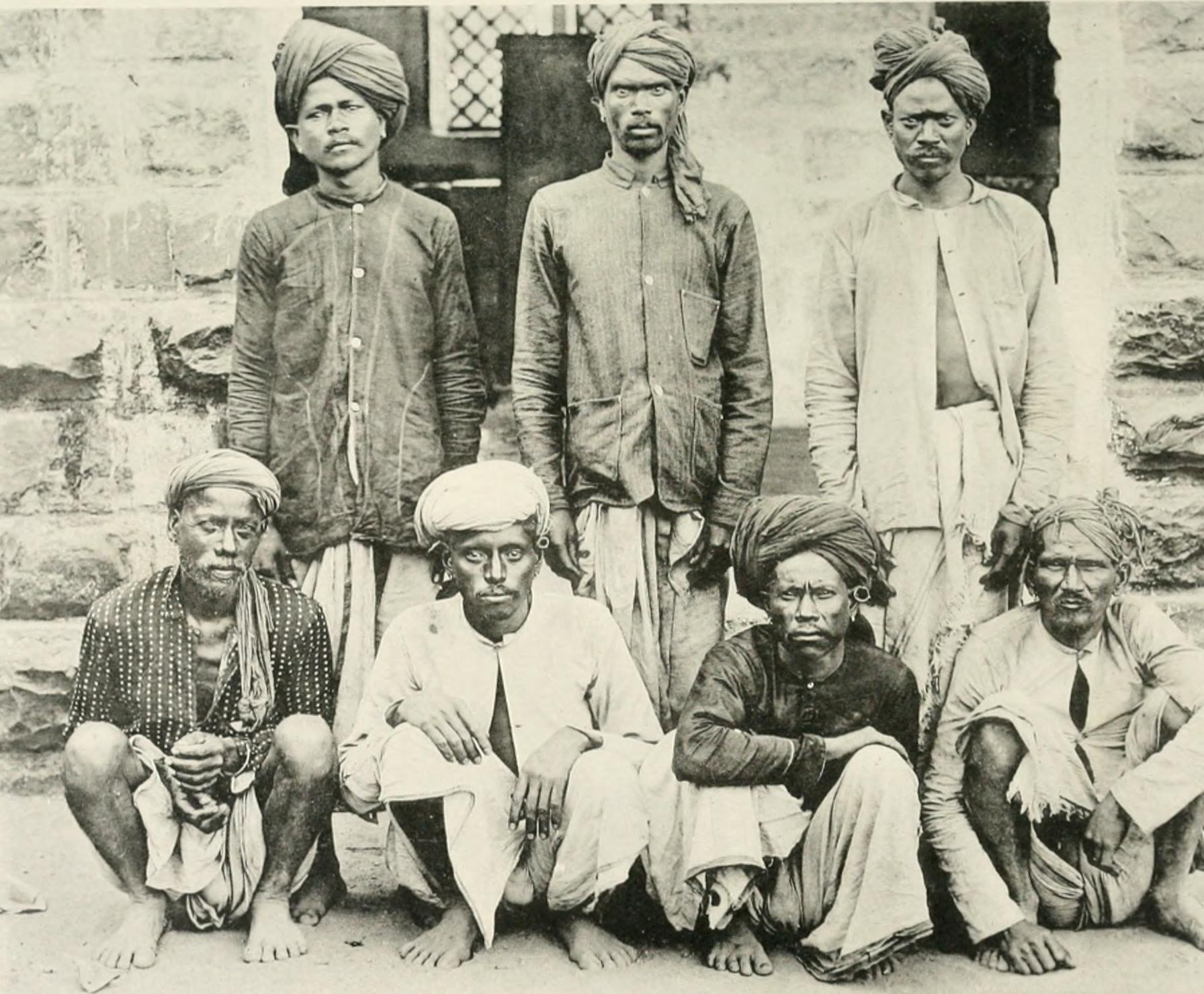
Grupo de kunbis de Madia Pradexe em 1916

Nesse período, na ilha de Bombaim existiam sete aldeias subordinadas a duas cacabas (ou kashas), onde eram cobrados direitos alfandegários. As aldeias de Maim, Parela, Varela (atual Vadala) e Siva (atual Sion) estavam subordinados ao kasba (oficial-chefe) de Maim; Mazagão, Bombaim e Varel (atual Vorli) estavam subordinados ao kasba de Bombaim. Além dessas sete localidades principais havia pequenos lugarejos como Cavel, Colaba, Naigaon e Dongri, que já existiam desde a época em que ali se instalaram as populações hindus indígenas. Os kolis, uma comunidade de aborígenes que se dedicavam sobretudo à pesca, mas também à agricultura, constituíam provavelmente o maior grupo étnico dos habitantes locais; habitavam em muitos locais, desde Colaba a sul, até Sion e Maim a norte e alguns podem ter sido forçados a ser carregadores de palanquins.
Outras comunidades residentes nas sete ilhas eram os kunbis e os agris (ou curumbins), que eram agricultores que cultivavam arroz e todo o tipo de legumes, os malis (que cuidavam de pomares e a quem os portugueses chamavam "hortelãos"), os piaes (guerreiros de etnia ou casta Bandari). Os parus (ou prabhus) viviam em Maim, Bombaim e Parela. Cobravam as rendas do rei, dos habitantes e das suas propriedades, além de também serem comerciantes. Havia também uma pequena comunidade de "mouros" (muçulmanos), que segundo Garcia de Orta se dedicava exclusivamente ao comércio marítimo e se designavam "naitias", que significava que eram descendentes dos primeiros mouros que vieram do estrangeiro e se misturaram com os gentios (hindus) locais. É possível que alguns muçulmanos de ascendência menos misturada etnicamente vivessem em Maim e Bombaim, mas a maior parte dos seguidores do islão pertenciam à comunidade muçulmana concani, cujos ancestrais árabes ou persas casaram com mulheres hindus da costa ocidental indiana.

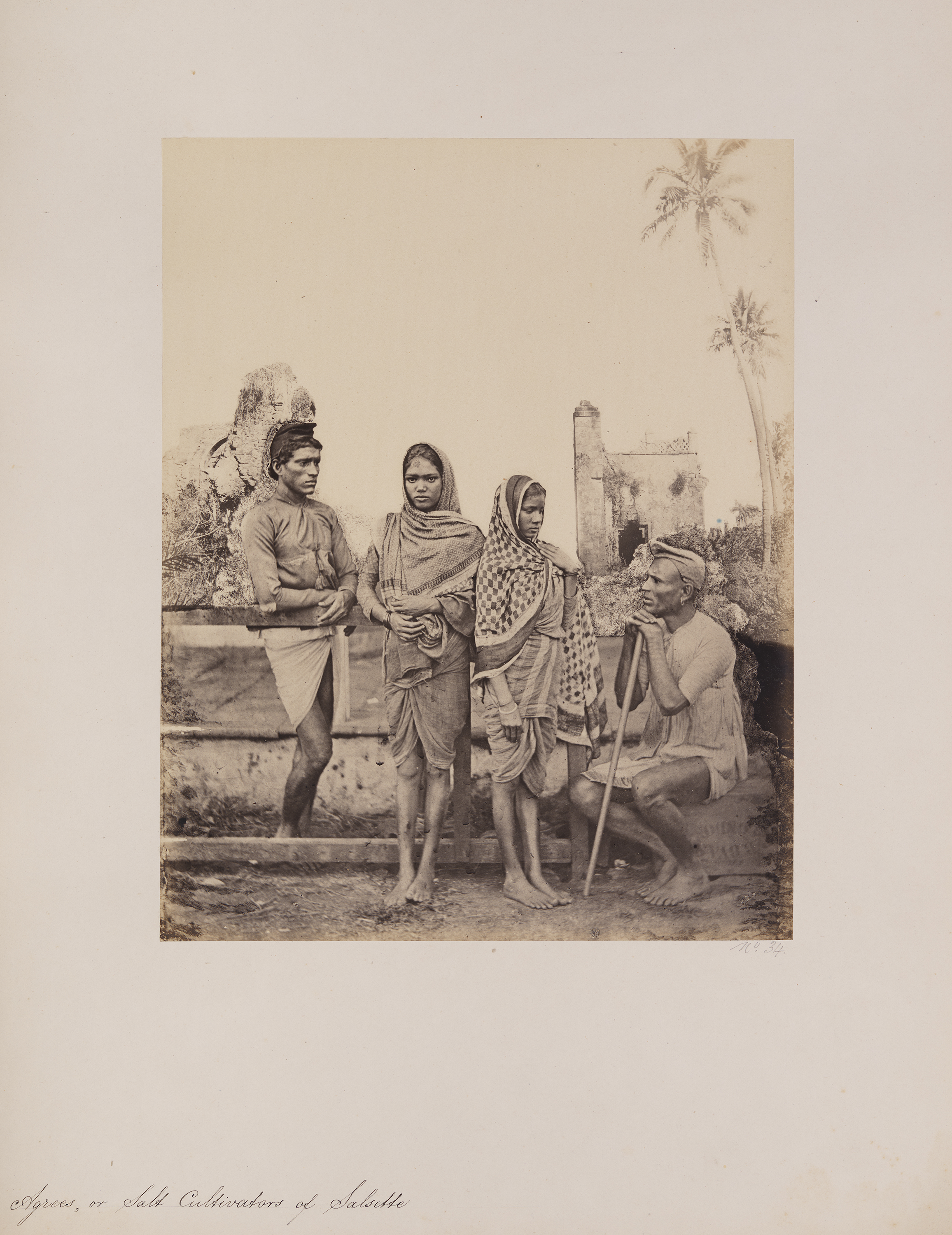
Agris de Salsete que trabalhavam em salinas, fotografados em 1916

As restantes comunidades que Garcia de Orta menciona como residindo em Baçaim e arredores eram os baneanes (ou banias), coaris (esparcis ou parsis), deres (dheds ou mahars) e farazes. Segundo Orta, estes últimos eram desprezados por toda a gente; eram eles que limpavam as casas e ruas, comiam tudo, até "coisas mortas" e as sobras que lhes davam os aldeões, e não podiam tocar em ninguém. Os banias e parsis só se estabeleceram em Bombaim quando esta passou para o domínio britânico. Em meados do século XVI havia onze famílias cristãs portuguesas de homens casados.
Os portugueses encorajaram os casamentos mistos com a população local e apoiaram fortemente a Igreja Católica, tendo convertido aproximadamente 10 000 nativos em Baçaim, Tana e locais vizinhos. Também implantaram a Inquisição na Índia em 1560. Quando sobreveio o domínio britânico, aqueles cristãos passaram a ser designados "cristãos portugueses". Mais tarde passaram a chamar-se a si mesmos "católicos indianos orientais" (em inglês: East Indians; do nome da Companhia Britânica das Índias Orientais), para não se confundirem com os colonos católicos de Goa e de Mangalore que viviam em Bombaim e a quem os britânicos também chamavam cristãos portugueses.
Em Naigaon devem ter continuado a residir parus e brâmanes, embora estes últimos tivessem mais dificuldade em subsistir e em manter a sua reputação entre aqueles que tinham sido outrora seus discípulos e que maioritariamente tinham sido persuadidos ou forçados a converterem-se ao cristianismo. Pelo contrário, os prabus, sendo tradicionalmente homens de negócios, logravam subsistir confortavelmente através de pequeno comércio e como cobradores de rendas e agentes dos senhorios portugueses.

### Papel da Igreja
Como noutras partes da Índia Ocidental, a influência portuguesa em Bombaim está ligada à fundação e expansão das suas ordens religiosas. Em 1534, ou seja, antes do Tratado de Baçaim ter sido assinado, os franciscanos construíram a Igreja de São Miguel, que ainda existe em Maim, embora tenha sido reconstruída várias vezes. Pouco tempo depois, Frei António de Porte, um frade franciscano, instalou-se em Baçaim e Bombaim. Uma das condições do Tratado de Baçaim era que as mesquitas continuassem a receber, como até aí acontecia, 5 000 larins (uma moeda persa), retirados dos impostos cobrados em Baçaim, mas Frei António e outros missionários foram tão diligentes na sua atividade de evangelização que o rei português ordenou que esses fundos passassem a ser dados às missões de Bombaim e Baçaim. Em poucos anos, tinham sido convertidos ao catolicismo cerca de 10 000 nativos em Baçaim, Tana, Mandapexuar e outras aldeias vizinhas.
Em termos religiosos, Bombaim foi colocada sob a jurisdição especial do Vigário da Vara em Baçaim, sob cujos auspícios foi estabelecida a Ordem Franciscana. A Ordem de Jesus instalou-se em 1542, tendo como o seu membro mais notável o navarro Francisco Xavier, que não perdeu tempo a conseguir que uma parte do dinheiro anteriormente destinado ás mesquitas fosse para a sua ordem. Os dominicanos estabeleceram-se em 1548, três anos depois de o terem feito em Goa, por iniciativa de Diogo Bermudes, que frequentemente visitava Bombaim para se encontrar com o seu amigo Garcia de Orta. Em 1570, os paulistanos, como eram chamados os jesuítas, estavam instalados em todas as cidades e aldeias dos territórios portugueses e começaram a construir a Igreja de Santo André em Bandorá, que foi terminada em 1575. Os franciscanos e jesuítas competiram uns com outros na edificação de igrejas e conversão dos habitantes de Bombaim. Em 1596 os franciscanos construíram a Igreja de Nossa Senhora da Salvação em Dadar — hoje conhecida popularmente como Portuguese Church ("igreja portuguesa") — e a Capela Nossa Senhora do Bom Conselho em Sion, que depois passou a estar dependente da Igreja de São Miguel, ambas ainda existentes. A chamada Capela Romish (Católica Romana) de Parela, que os britânicos confiscaram aos jesuítas em 1719, foi originalmente construída pelos franciscanos. Serviu depois como Government House (sede do governo) e residência do Príncipe de Gales, o futuro Eduardo VII, quando visitou Bombaim em 1875, sendo posteriormente transformada no Instituto Haffkine.
Em 1585, os franciscanos portugueses controlavam de facto Salsete, Maim, Bombaim e a ilhas de Karanja. Em cada um desses locais existia um oficial pago pelo governo chamado "Pai dos Cristãos" e além das igrejas já mencionadas, tinham sido construídas uma na Esplanade, dedicada a Nossa Senhora da Esperança, cujos primeiros paroquianos foram os kolis conversos de Cavel, e fundaram um colégio em Bandorá, que tinha grande prestígio, a ponto de um escritor do século XVII escrever que a qualidade de ensino não é inferior ao das "nossas universidades". As ordens religiosas obtinham mais receitas do que a própria coroa portuguesa e a sua influência era tal que até o "General do Norte" de Baçaim sentia que a seu cargo era precário. A sua opulência é descrita de forma crítica pelo reverendo e viajante John Ovington, que visitou Bombaim em 1689 — «poucos homens podem desfrutar de uma vida pacífica se tiverem algumas possessões perto dos conventos dos jesuítas; um sítio agradável e uma plantação lucrativa dificilmente lhes escapa».

### Economia e defesa

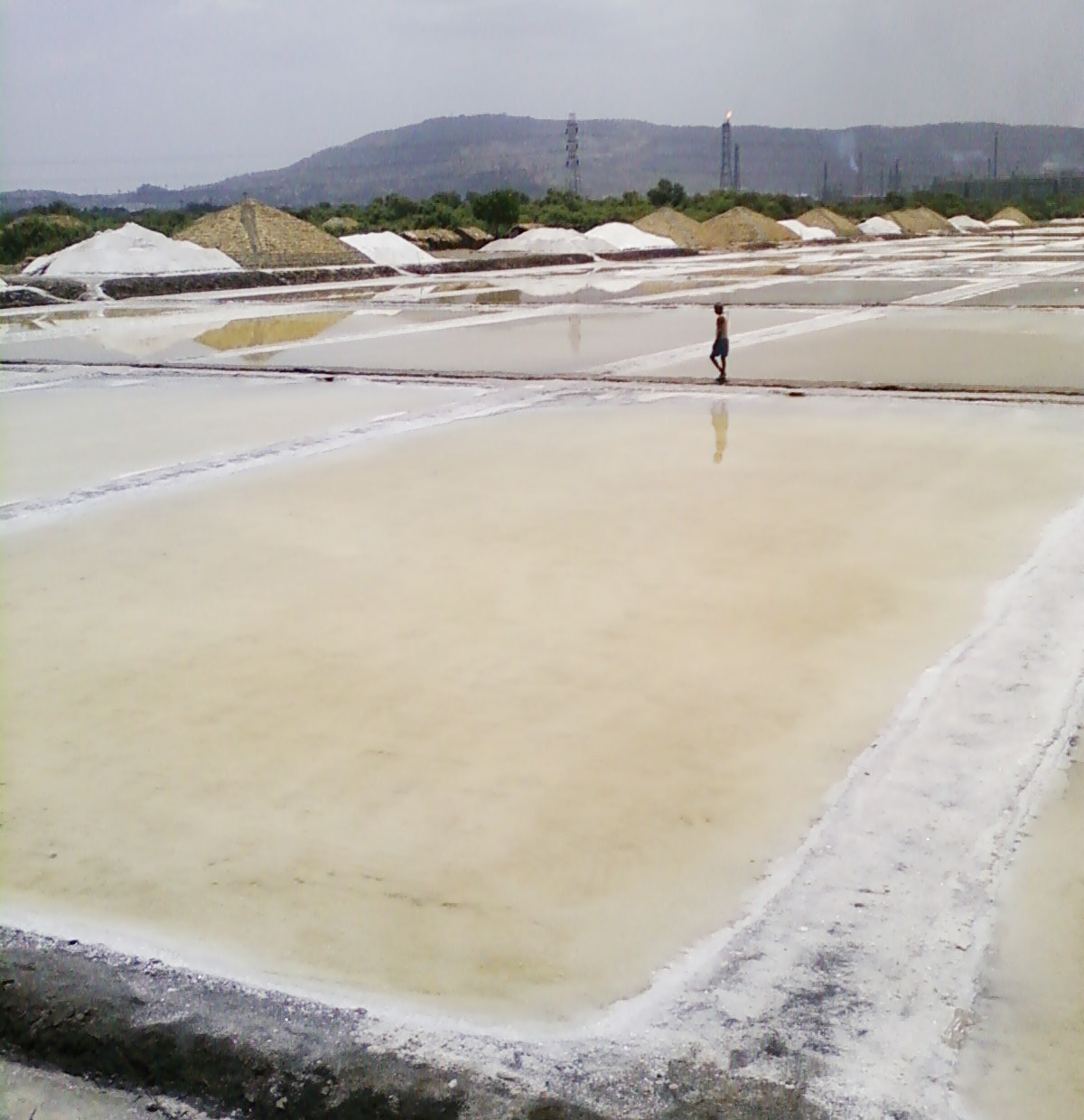
Salinas em Vadala

Os primeiros mercadores ingleses que visitaram Chaul, Baçaim e Tana em 1583 relataram que em Baçaim e Tana se negociava arroz e milho em pequena escala. Nesse tempo, os principais produtos vendidos em Bombaim eram coco e fibra de coco, além de jaca, jamelão, manga e jangoma (Flacourtia jangoma). Atualmente subsistem poucos espécimes de jangomas. As mangueiras davam frutos duas vezes por ano, na altura do Natal e no início de maio. Em Maim produzia-se principalmente coco e arroz. Mazagão e Sion eram conhecidas pelas suas salinas. As numerosas aldeias de kolis eram responsáveis por largas quantidades de peixe, que era secado na ilha e depois encaminhado para Baçaim, onde era vendido aos "mouros" (muçulmanos), constituindo a única última atividade comercial com importância relevante no comércio relativamente diminuto das ilhas. As receitas dos senhorios portugueses provinham principalmente das taxas sobre os campos de arroz, pagos em espécie, cacaueiros, tamareiras, arecas e sobre a produção de óleo e de ghi (tipo de manteiga clarificada).
As defesas dos territórios de Bombaim eram constituídas por vários castelos, como o de Bombaim, o de Dongri, e o de Ley em Maim. Em 1640, os portugueses construíram o Forte da Aguada (atualmente também conhecido como Castella de Aguada ou Forte de Bandra) em Bandorá, para vigiar a baía de Maim, o mar da Arábia e a ilha meridional de Maim, o qual foi armado com sete canhões e outras armas mais pequenas.

## Fim do domínio português

### Primeiros contactos e incursões inglesas e holandesas

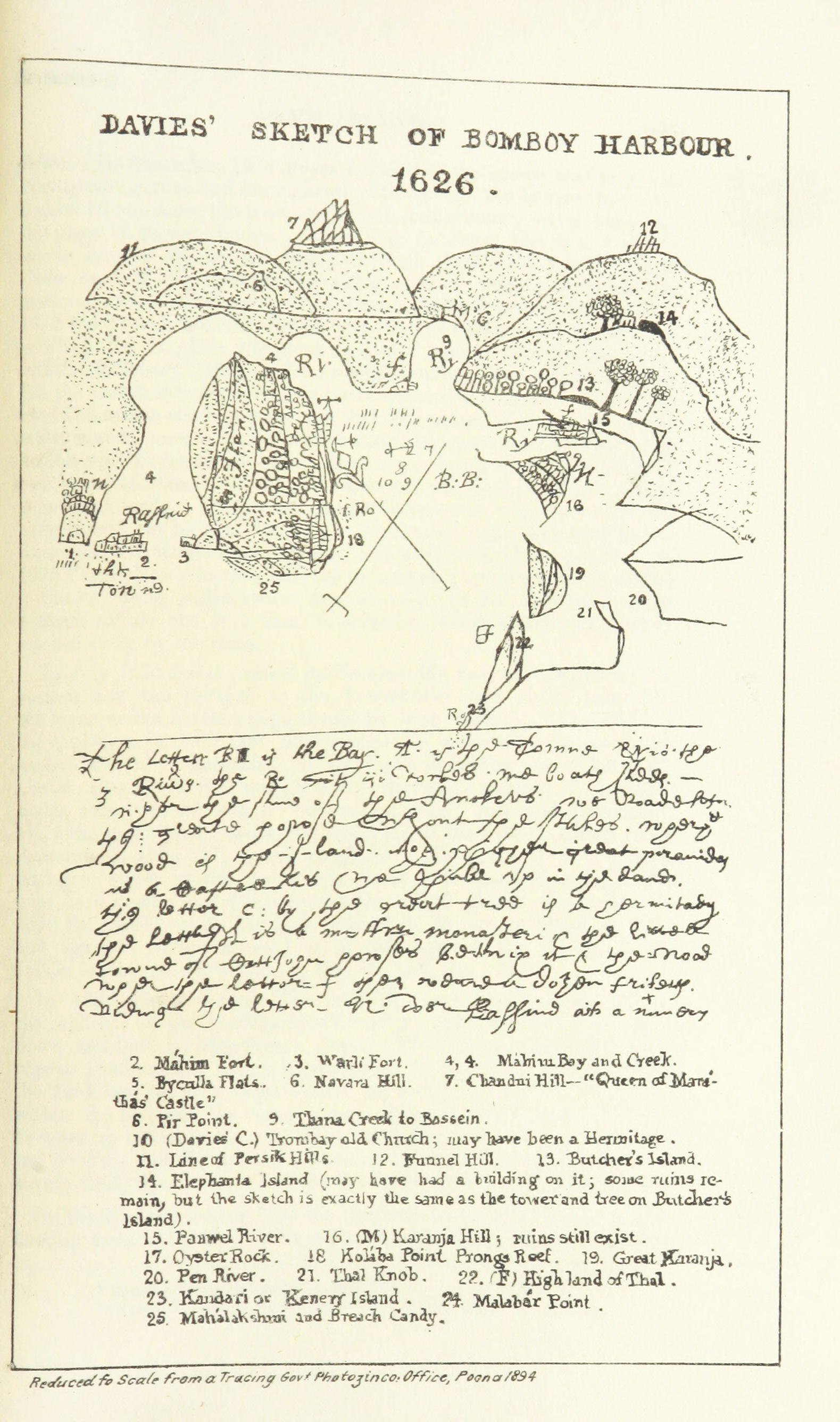
Mapa esquemático do porto de Bombaim desenhado por David Davies, um dos comandantes do ataque britânico de 1626

A união das coroas de Portugal e de Espanha entre 1580 e 1640 abriu caminho a outras potências europeias para seguirem as rotas das especiarias até à Índia. Os primeiros a chegar foram os holandeses, rapidamente seguidos pelos britânicos. Os primeiros mercadores ingleses chegaram a Chaul em 10 de novembro de 1583. Entre eles encontrava-se Ralph Fitch, proeminente comerciante londrino.
As imensas vantagens naturais de Bombaim provocaram a cobiça dos ingleses, que reconheceram o valor do local como base naval. Em novembro de 1612, foi travada ao largo de Surate a Batalha de Suvali, entre portugueses e britânicos, pela posse de Bombaim. A vitória foi dos britânicos e a derrota dos portugueses marcou o início do fim do seu monopólio comercial na Índia Ocidental. Na década seguinte, em 1626, os britânicos incendiaram o solar construído por Garcia de Orta.
No dia 13 de outubro de 1626, 300 ingleses e holandeses desembarcaram na ilha, incendiaram todas as casas e tomaram a "Casa Grande" (o solar de Garcia de Orta) usando dois canhões leves de bronze e um canhão pesado de ferro. A "Casa Grande" é descrita como sendo simultaneamente um priorado, um armazém e um forte. Os atacantes retiraram-se no dia 15, após terem incendiado o solar e as casas em volta que restavam. No entanto, o saque não foi muito proveitoso, pois os bens mais valiosos tinham sido levados pelos habitantes que fugiram com a chegada dos atacantes.
Em 1652, o Conselho de Surate exortou a Companhia Britânica das Índias Orientais a comprar Bombaim aos portugueses. Em 1654, aquela companhia chamou a atenção de Oliver Cromwell daquela sugestão do Conselho de Surate, salientando o excelente porto e as condições naturais de defesa, que a isolavam de ataques terrestres. Em meados do século XVII, o poderio crescente do Império Holandês e a situação de guerra civil no Império Mogol na sequência da doença do imperador Xá Jeã em 1658 que o afastou do poder, levou os ingleses a adquirirem um entreposto na Índia Ocidental. Os diretores do Conselho de Surate, tanto em Surate como em Londres, reportaram em 1659 que deviam ser feitos todos os possíveis para que o rei João IV de Portugal cedesse Danda Rajapur (um porto a cerca de 380 km a sul de Bombaim), Versová ou Bombaim. Estas pressões culminaram na oferta formal de Bombaim à coroa inglesa como parte do dote no tratado de casamento de Carlos II de Inglaterra com Catarina de Bragança, filha de D. João IV, assinado em 11 de maio de 1661.

### Primeira tentativa de tomada de posse das ilhas pelos ingleses

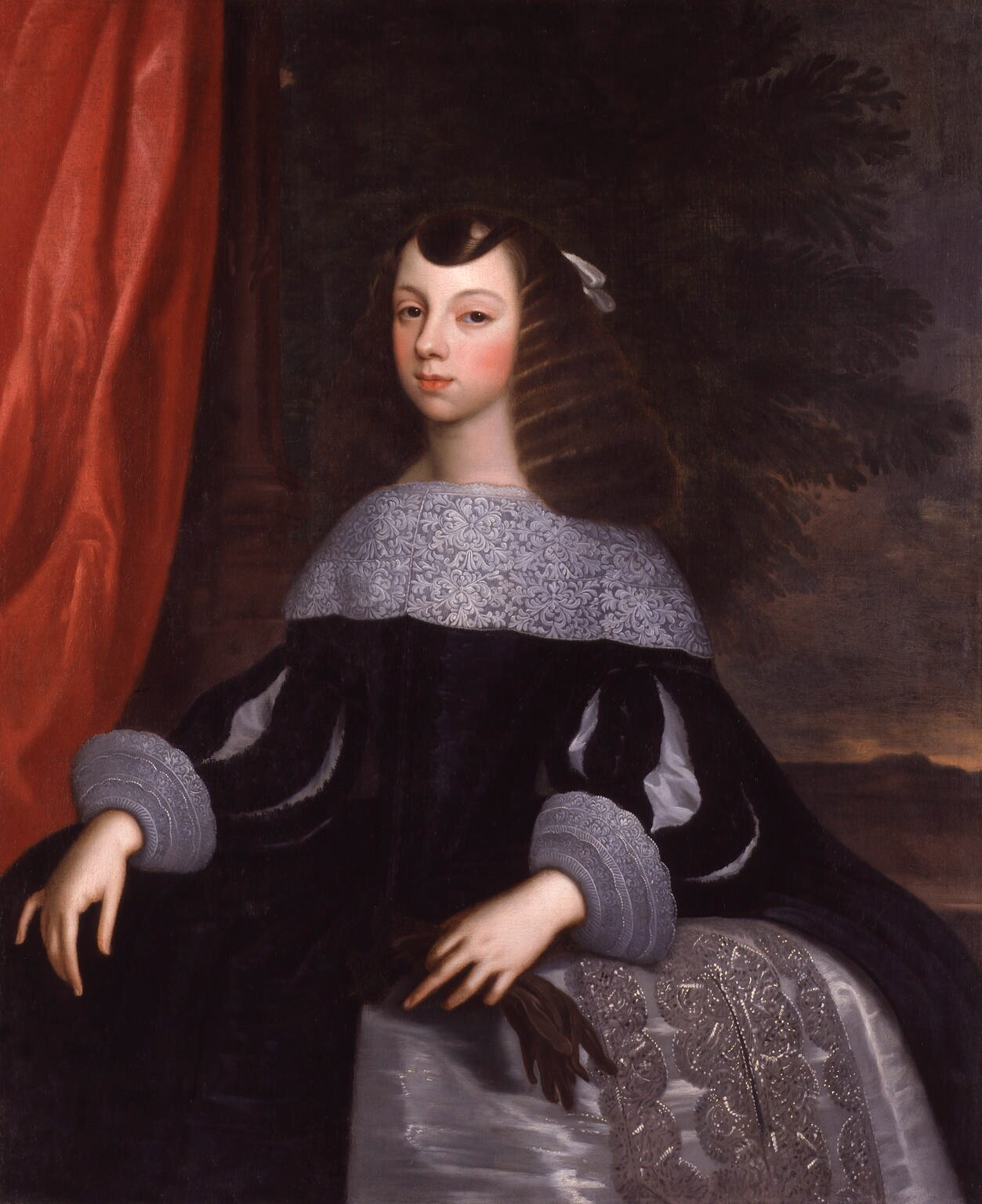
Catarina de Bragança; o acordo nupcial do seu casamento com transferiu a posse de Bombaim para a coroa inglesa

Em março de 1662, Abraham Shipman foi nomeado o primeiro governador britânico e general de Bombaim e embarcou com destino a Bombaim com uma frota de cinco navios e 400 soldados, comandada por James Ley, 3º conde de Marlborough. A tropa, formada por quatro companhias, destinava-se a formar a primeira guarnição britânica de Bombaim. A frota passou por Lisboa, de onde zarpou em 20 de abril, levando a bordo António de Melo e Castro, que tinha acabado de ser nomeado o vice-rei da Índia Portuguesa. Durante a viagem, Melo e Castro desentendeu-se com os comandantes ingleses e quando chegou a Bombaim terá feito tudo para antagonizar os portugueses contra os ingleses e tentou por todos os meios protelar a entrega dos territórios.
Parte da frota inglesa chegou a Bombaim em setembro e o resto em outubro. Os ingleses não perderam tempo a enviar um pedido formal da entrega das possessões ao vice-rei e foi então que perceberam pela primeira vez que a ilha de Bombaim estava longe de ser a grande possessão que as autoridades inglesas julgavam que era. Os ingleses tinham uma noção muito vaga, senão mesmo errónea, do que era Bombaim, como é patente, por exemplo pela menção que dela fez o político e historiador Edward Hyde, 1º conde de Clarendon (1609–1674) — «a ilha de Bombaim com as suas cidades e castelos que nela se situam encontram-se a pouca distância do Brasil». O capitão Browne, comandante do Dunkirk, o navio-almirante de Ley, observou que a ilha «tinha sido estranhamente representada a Sua Majestade». Gerald Aungier, governador britânico de Bombaim entre 1672 e 1675, escreveu que «O lugar não corresponde às expetativas do nosso rei por quatro quintos do que lhe foi apresentado. Porque, pelo desenho que foi entregue a Sua Majestade, Bombaim, Salsete e Tana estavam todas incluídas numa ilha e todas sob o nome e `royalty´ (concessão) de Bombaim; mas o capitão Browne e eu próprio, tendo navegado em volta desta ilha achamos outra coisa, sendo em extensão uma quinta parte das outras duas ilhas e isto é tudo o que os portugueses tencionam entregar-nos.» A descrição do alto funcionário, parlamentar e cronista Samuel Pepys (1633–1703) da «pobre pequena ilha » e a sua referência à «insignificância do lugar de Bombaim» eram plenamente justificadas pelas constatações das autoridades inglesas na Índia Ocidental e corroboravam a afirmação do ministro holandês Filipe Baldeu, que em virtude do tratado de casamento, «os ingleses pensavam ter obtido um grande butim dos portugueses enquanto esses locais (Tânger e Bombaim) são com efeito lugares de tráfico pouco importante».

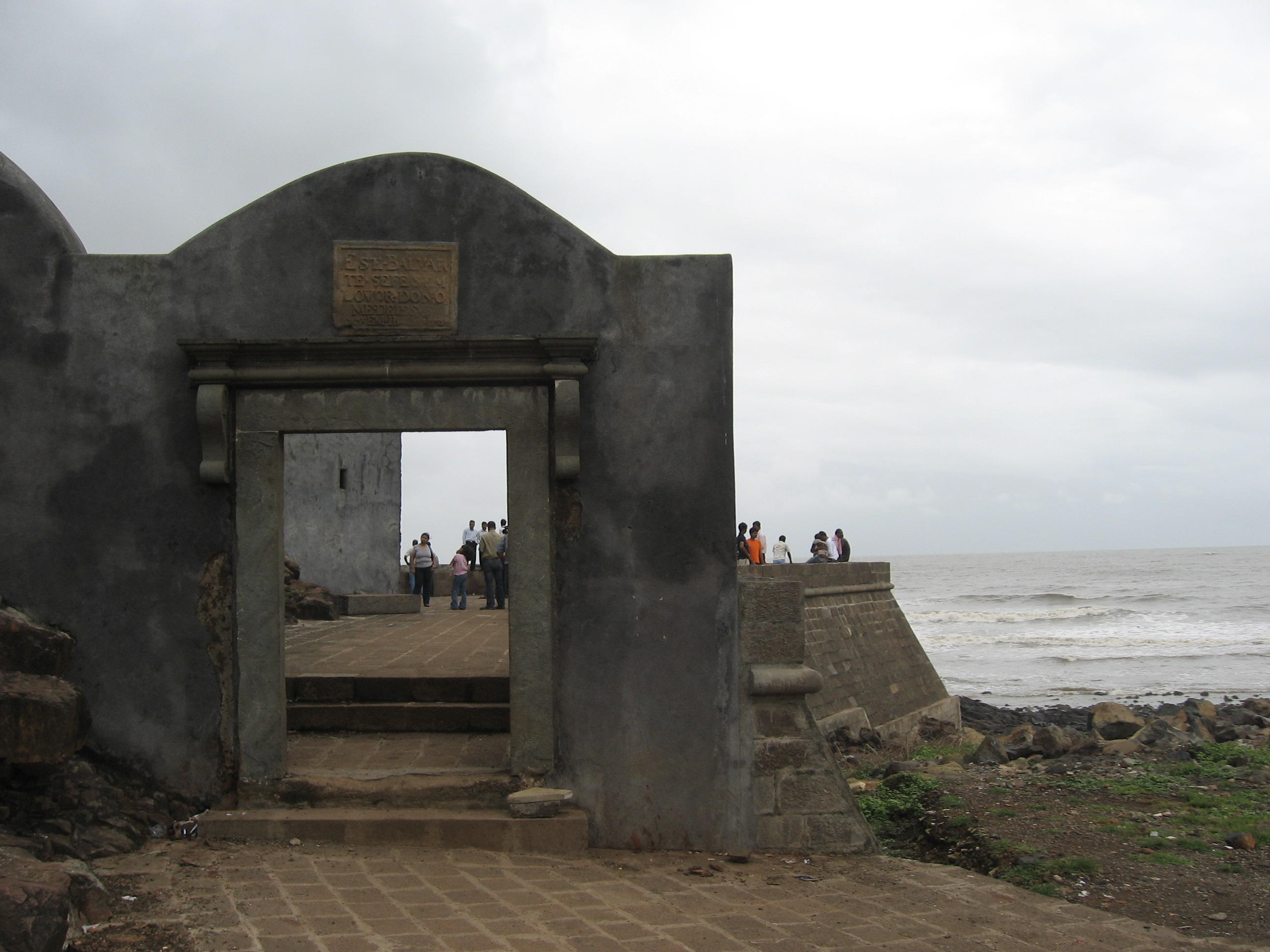
Forte de Bandra (ou Bandorá, também conhecido como Castelo da Aguada, construído pelos portugueses em Bandorá em 1640

Apesar da "pobreza manifesta" dos agentes portugueses e sua gente, os ingleses constataram que eles estavam determinados a não entregar os territórios sem luta. Os ingleses exigiam a entrega de Salsete e de Bombaim, o que o governador português recusou, alegando que só a ilha de Bombaim fazia parte do acordo. Além disso, recusou-se igualmente a entregar Bombaim, porque segundo ele havia irregularidades nas credenciais (carta-patente) que lhe apresentavam.  Ciente da situação e discordando, embora aparentemente não o tenha manifestado em público, o vice-rei português Melo e Castro apostou discretamente no impasse, recusando-se a intervir no diferendo. Após receber das mãos do conde de Marlborough o pedido formal de entrega do território, Melo e Castro passou cinco dias em consultas e acabou por responder que não estava autorizado a entregar Bombaim sem uma carta pelo rei de Inglaterra, confirmada por assinatura e selo, acrescentando ainda que as instruções que tinha o impediam de entregar a possessão antes do fim da monção. A carta do rei inglês existia, mas estava com Abraham Shipman, que só chegaria um mês depois, com a segunda parte da frota inglesa.
Constatando que não conseguia impressionar os orgulhosos e astuciosos portugueses, o conde de Marlborough, limitou-se a pedir autorização para que os seus homens pudessem desembarcar, o que lhe foi concedido com a condição de o fazerem desarmados. O impasse manteve-se até à chegada de Shipman. Contudo, quando este apresentou as suas credenciais ou cartas-patente, os portugueses alegaram que a forma destas não coincidiam com o que eram as normas observadas em Portugal e que por isso o governador inglês teria que obter outras em Lisboa e Inglaterra. Vendo que o impasse não se resolveria até que chegassem ordens definitivas da Europa, o conde de Marlborough regressou a Inglaterra com a sua frota, ainda em outubro de 1662 ou em 14 de janeiro de 1663.  Shipman viu-se igualmente forçado a retirar com as suas tropas, primeiro para Suvali, na foz do Tapti e depois para a minúscula ilha de Angediva, uma possessão portuguesa ao largo de Canara do Norte.

### Entrega formal de parte do arquipélago Bombaim aos ingleses

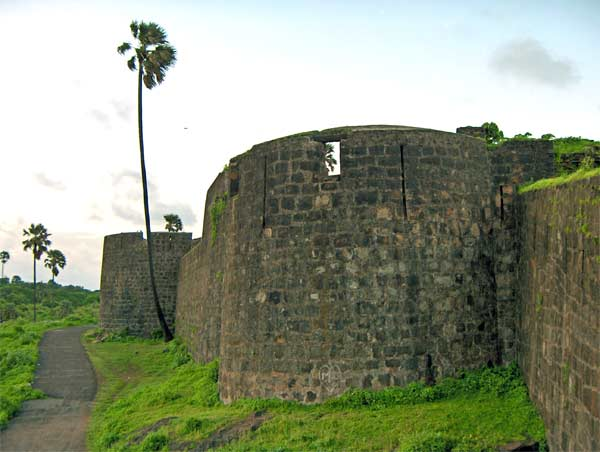
O forte de Versová era uma das principais fortificações portuguesas em Salsete

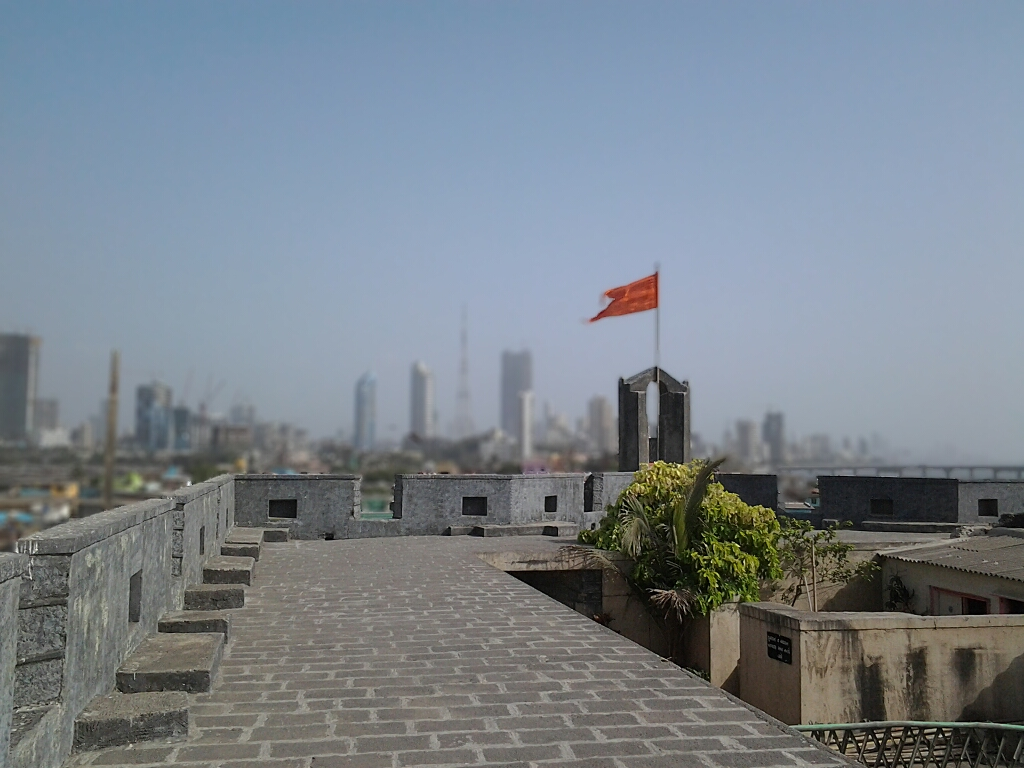
Forte de Vorli

As tropas inglesas permaneceram em Angediva por mais de dois anos, onde falta e baixa qualidade da comida e o clima causaram a morte a grande parte dos homens, incluindo o próprio Abraham Shipman, que morreu em abril de 1664. Pouco antes de morrer, ele recebeu uma nova comissão do rei Carlos, datada de 23 de novembro de 1663, que o autorizava a tomar posse de Bombaim junto do vice-rei português. Morreu antes de o conseguir concretizar, tendo nomeado como seu sucessor o seu secretário Humphrey Cooke. Após algumas trocas de correspondência entre Cooke e Melo e Castro, o Supremo Tribunal de Goa deliberou finalmente que Bombaim fosse entregue a Cooke, mas devido ao facto de Cooke não ser bem visto nem pelos portugueses nem pelos ingleses de Surate, correspondência posterior protelou essa entrega.
Em novembro de 1664, para preservar a vida dos 100 homens que lhe restavam dos 400 que tinham saído de Inglaterra, Humphrey Cooke concordou aceitar a ilha de Bombaim sem quaisquer dependências. Os portugueses acederam na condição de que Cooke renunciasse a todas a reclamar quaisquer outras ilhas vizinhas, isentasse os portugueses de pagamento de taxas alfandegárias, entregasse os desertores, escravos fugidos, camponeses e artesãos e não interferisse com fé católica. Os termos deste acordo nunca chegaram a ser ratificados por qualquer das partes. Por ordem do rei, em 17 ou 14 de janeiro de 1665, António de Melo e Castro assinou finalmente em Pangim, contra a sua vontade, o documento de entrega de Bombaim. Esta foi formalmente efetivada em 18 de fevereiro seguinte, após Humphrey Cooke ter assinado o documento de passe na casa de D. Inês de Miranda, senhora da ilha de Bombaim.
O que restava das tropas inglesas (119 homens), desembarcaram para tomar posse da ilha. A primeira tarefa de Cooke após ter tomado posse da ilha foi organizar a tropa. Seguidamente empenhou-se no cancelamento das restrições que os portugueses tinham imposto no acordo de cessão. Firmes na sua posição original, os portugueses negaram-se a entregar Mazagão, Parel, Vorli, Sião, Daravi e Vadala, que no tratado celebrado entre as coroas inglesa e portuguesa, eram consideradas parte de Bombaim, alegando que essas ilhas eram dependência da ilha mais importante de Maim e não de Bombaim. Além disso, impuseram outras cláusulas, com as quais Cooke teve que concordar, segundo as quais, os navios portugueses passassem livremente por Bombaim sem terem que pagar quaisquer taxas.

### Governo de Humphrey Cooke e transferência definitiva de soberania
Cooke ficou muito mal visto tanto pelo Conselho de Surate como pelo governo de Londres por aceitar essas condições. É provável que a estratégia de Cooke passasse por evitar a todo o custo o risco real de ser forçado a voltar para Angediva, onde tinham morrido a maior parte dos seus homens, e após estar na posse de Bombaim tentar libertar-se das restrições impostas pelos portugueses. Cooke empenhou-se então em agir contra aquilo a que o rei Carlos II se referiu como «a manifesta injustiça da capitulação», aproveitando todos os pretextos, por insignificantes que fossem, para se ir apoderando de territórios contíguos à ilha de Bombaim propriamente dita, impondo taxas a todos os bens portugueses, convidando mercadores nativos a instalarem-se em Bombaim e reforçando o poderio  militar. Segundo James Douglas, Colaba pequena (Kolaba Point ou Old Woman's Island para os ingleses) não foi inicialmente cedida, por não ser parte da ilha de Bombaim. Essa ilha e a de "Putachos" (aparentemente a Butcher Island da atualidade) parecem ter sido tomadas em 1666. À parte da ilha de Bombaim, os restantes territórios continuaram em poder dos portugueses.  Entre 1665 e 1666, Cooke logrou apossar-se de Maim, Sion, Daravi e Vadala. Ainda em 1665, o governo de Lisboa mudou de opinião, e deu instruções a Melo e Castro para que reavesse as ilhas a troco de dinheiro, mas as negociações não tiveram sucesso.
| “ | Durante a última monção informei Vossa Majestade que tinha entregue Bombaim. Agora irei relatar a Vossa Majestade o que os ingleses fizeram e estão a fazer todos os dias de forma excessiva. O primeiro ato do Senhor Humphrey, que é o governador daquela ilha e que eu conheci em Lisboa como um merceeiro, foi tomar posse da ilha de Maim apesar dos meus protestos, pois a ilha encontra-se a alguma distância da ilha de Bombaim, como Vossa Majestade verá no mapa que eu envio junto. Ele alega que na maré baixa se pode ir a pé de uma para a outra e se isto é aceite Sua Majestade será incapaz de defender o direito às outras ilhas a norte, pois durante a maré baixa é possível ir de Bombaim para Salsete, de Salsete para Varagão (Baragaon), de forma que para não perder o norte, será necessário defender Maim. Ele fez mais. Obrigou os católicos a fazer um juramento, pelo qual eles abertamente negam a jurisdição do Pontífice Supremo e Chefe da Igreja. Os habitantes do norte teriam pegado em armas e expulsado os ingleses dali se eu não tivesse tido as minhas suspeitas e os tivesse impedido, assegurando-lhes que Vossa Majestade tinha de facto um tratado acerca da compra de Bombaim. E apesar do nome de Humphrey Cooke aparecer em todos estes assuntos, um horrível herético chamado Henry Gary, um grande inimigo da nação portuguesa, é o autor de todas estas coisas. Acredito, contudo, que antes que Vossa Majestade remedie isto, os holandeses irão expulsar esta gente dali, pois dizem-me que eles estão a preparar uma grande armada para cercar Bombaim.» | ” |
|   | — Carta de António de Melo e Castro para o rei Afonso VI datada de 5 de janeiro de 1666.. |   |

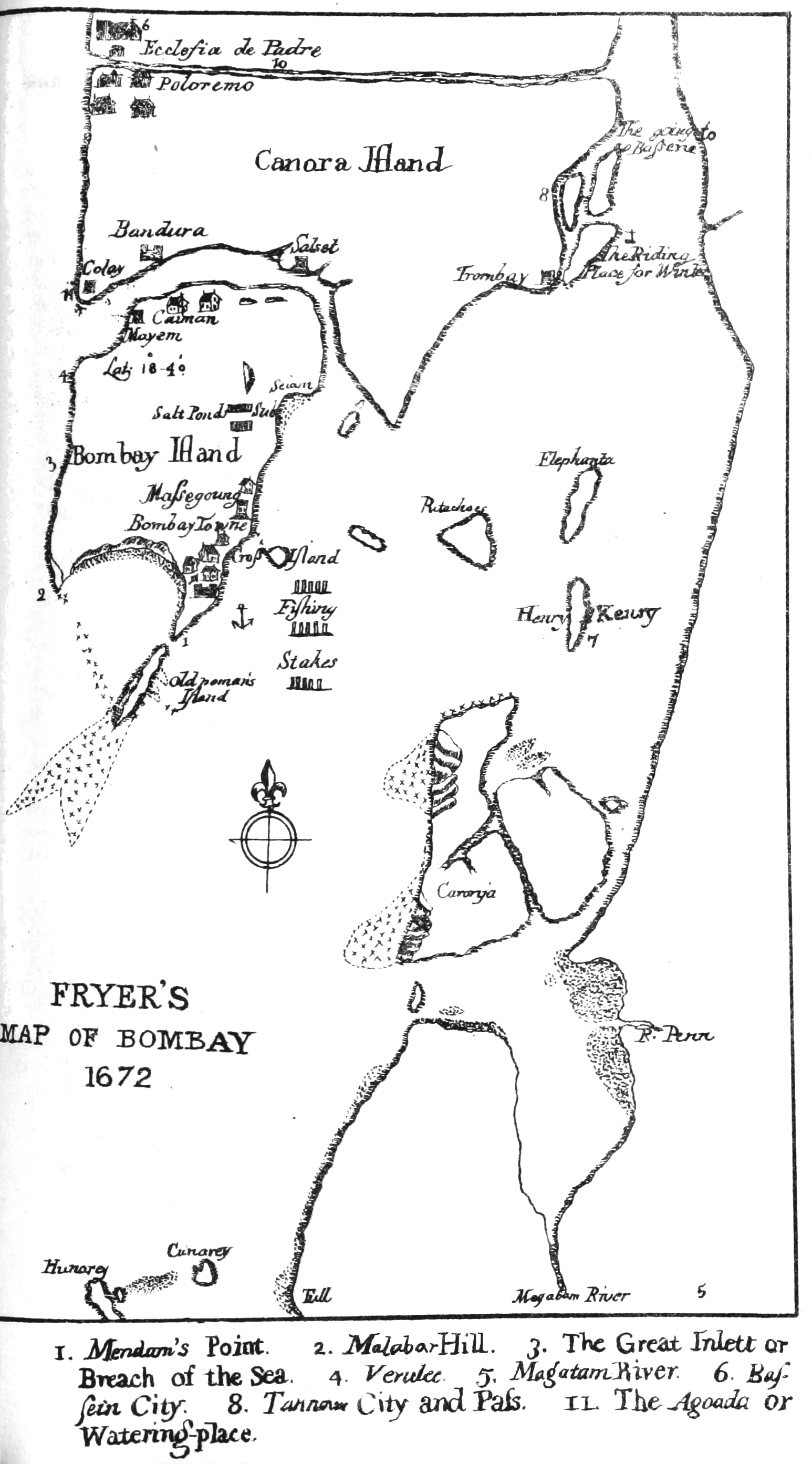
Mapa inglês de Bombaim de 1672

Além de irritar os portugueses, Cooke entrou também em choque com os mogóis e com o Conselho de Surate. Os primeiros opunham-se fortemente aos incentivos aos mercadores nativos, receavam as suas intenções manifestas de fortalecer Bombaim e consideraram uma ofensa grave o apresamento de um dos seus navios. Os membros do Conselho de Surate não toleravam o estilo rude e ligeiro das suas cartas e estavam alarmados com os relatos do seu comportamento pessoal que lhes chegavam de Bombaim. A 1 de janeiro de 1666 escreviam à Corte de Diretores manifestando o seu desagrado e desconfianças em relação ao governador de Bombaim e aos seus "desígnios ousados", que não parava de os importunar rudemente com pedidos de dinheiro para formar soldados, construir fortes e os insultava quando eles se recusavam diplomaticamente.
No final de 1666, a coroa inglesa decidiu exonerar Humphrey Cooke e nomeou governador Sir Gervase Lucas, que chegou a Bombaim em 5 de novembro de 1666. Apesar de levar instruções para oferecer o cargo de vice-governador a Cooke, caso achasse conveniente, dado o grave estado em que estava a situação em Bombaim, em vez disso mandou prender Cooke sob a acusação de ter extorquido 12 000 rupias aos habitantes e à gestão criminosa dos bens de Abraham Shipman. Não obstante os protestos de Melo e Castro e de Inácio Sarmento de Sampaio, quando Lucas chegou a Bombaim os ingleses já tinham tomado posse definitiva de praticamente todo o território que constitui atualmente Bombaim, à exceção das ilhas de Colaba, Colaba Pequena, que continuavam na posse dos portugueses.
O governo de Lucas foi efémero, pois morreu em 21 de maio de 1667. O governo do território foi então entregue ao capitão Henry Gary, até então vice-governador. Assim que soube disso, Cooke, que entretanto tinha escapado e vivia em Goa sob a proteção dos jesuítas, reclamou o cargo de governador para si, o que foi asperamente negado por Gary. Instigado pelos portugueses, que viam nele um meio de provocar os ingleses de Bombaim, Cooke dirigiu-se para Bandra, onde se preparou para atacar Bombaim com a ajuda dos jesuítas, a quem Lucas tinha confiscado uma grande parte das terras do Colégio de Bandra. A situação chegou a parecer muito desfavorável aos ingleses, pois os jesuítas tinham conseguido o apoio da população nativa, mas Cooke acabou por desistir dos seus intentos e fugiu para Baçaim; morreu pouco depois num mosteiro jesuíta de Salsete.
Segundo a obra “Fryer's New Account of East India and Persia”, a ilha de Bombaim tinha 10 000 habitantes e gerava receitas de cerca de 2 800 libras quando foi feita a transferência de soberania.
A ilha de Salsete, atualmente um subúrbio que faz parte da área metropolitana de Bombaim, apesar de reclamada pelos ingleses, nunca foi entregue. Só foi perdida pelos portugueses em abril de 1737, quando foi conquistada pelos maratas com o apoio de locais. Em 1774 foi tomada pelos ingleses.

## Historiografia
O período histórico do governo colonial nas sete ilhas (1534–1665) e o território restante na chamada Província do Norte do Estado Português da Índia (1534–1739) está muito mal estudado. Durante a segunda metade do século XIX, J. Gerson da Cunha, um natural de Bombaim de origem goesa, começou a compilar informações sobre o assunto e publicou alguns livros e artigos. Foi ele o autor do primeiro livro sobre a história da cidade — “The Origin of Bombay” — publicado pela secção de Bombaim da Royal Asiatic Society. Em meados do século XX, Braz Fernandes, um indiano oriental (católico de Bombaim), retomou o trabalho de Gerson da Cunha e levou a cabo estudos mais profundos, especialmente sobre a ilha de Salsete e as ruínas em Baçaim (Vasai). Já no século XXI, cabe destacar os trabalhos do projeto "Bombaim Antes dos Britânicos" (Bombay Before the British,  BBB), da Universidade de Coimbra e da Universidade Nova de Lisboa e o inventário do "Património de Influência Portuguesa" da Fundação Calouste Gulbenkian.